# Tabaré Melogno
Tabaré Melogno (Treinta y Tres, 1925 - Rivera, 1 de noviembre de 2009) fue un historiador uruguayo.
presidente de la Asociación de Profesores de Historia, ejerció como profesor de Historia en Rivera hasta que fue destituido por las autoridades de la dictadura.
Junto a los profesores Washington Reyes Abadie y Oscar Bruschera realizó un exigente trabajo de investigación histórica que inició la corriente revisionista en el Uruguay.
Primero integró Agrupación Demócrata Social Nacionalista, fundada por Carlos Quijano, y desde su fundación fue integrante del Frente Amplio.
Falleció a los 84 años, el 1 de noviembre de 2009.

## Obras

### En colaboración con W. Reyes Abadie y O. Bruschera
- El ciclo artiguista. Universidad de la República, Montevideo, 1965.
- La Banda Oriental: pradera, frontera, puerto, Ediciones de la Banda Oriental, Montevideo, 1966.

### Con otros autores
- Washington Reyes Abadie, Alfredo Vázquez Romero, Tabaré Melogno: Crónica General del Uruguay, 7 volúmenes, Ediciones de la Banda Oriental, Montevideo, 1979-1995. Reedición: 2000

- Datos: Q5391996